# District de Jinjiang
Pour les articles homonymes, voir Jinjiang (homonymie).
Le district de Jinjiang (锦江区 ; pinyin : Jǐnjiāng Qū) est une subdivision administrative de la province du Sichuan en Chine. Il est placé sous la juridiction de la ville sous-provinciale de Chengdu.

## Démographie
La population du district est d'environ 420 000 habitants.

### Sources
- (zh) Page descriptive (Phoer.net)